# アグニミトラ
アグニミトラ（サンスクリット: अग्निमित्रः、在位紀元前149年 - 紀元前141年）はインド北部のシュンガ朝第二代王。 彼は紀元前149年に父親のプシュヤミトラ・シュンガの後を継ぐ。ヴァーユ・プラーナとブラフマーンダ・プラーナによると、彼の在位期間は8年であった。